# Zheng Chaolin

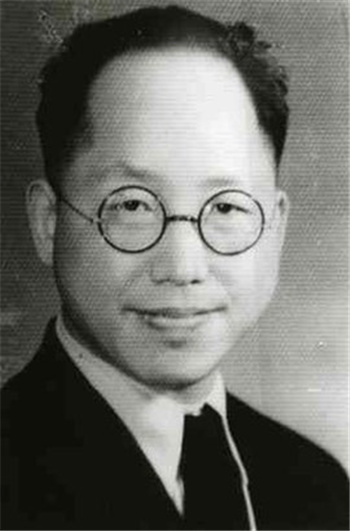
Zheng Chaolin

Zheng Chaolin (chinesisch 郑超麟, Pinyin Zhèng Chāolín; * 1901 in Zhangping, Kaiserreich China; † 1. August 1998 in Shanghai, Volksrepublik China) war ein chinesischer trotzkistischer Oppositioneller.

## Leben
Zheng Chaolin studierte ab 1919 in Frankreich. In Paris gründete er zusammen mit Zhou Enlai, Zhao Shiyan und weiteren eine chinesische marxistische Jugendgruppe. 1923 wurde er zum Studium in die Sowjetunion geschickt, in den darauf folgenden Jahren arbeitete er in China für die Kommunistische Partei. 1929 heiratete er seine Genossin Liu Jingzhen. 1931 wurde er ins Zentralkomitee einer neugegründeten trotzkistischen Organisation gewählt. Bald darauf wurde er von der Kuomintang festgenommen und sieben Jahre inhaftiert. Auch nach der chinesischen Revolution blieb er als Trotzkist politisch aktiv. Die siegreichen Maoisten inhaftierten ihn von 1952 bis 1979. Auch nach seiner Freilassung wurde er weiterhin als „Konterrevolutionär“ diskriminiert.

## Werke
- 张润声 (Hg.): 《郑超麟回忆录（一九一九——一九三一）》. Běijīng: 东方出版社, 1996; ISBN 7-5060-0758-4.
- 范用 (Hg.): 《郑超麟回忆录》 (2 Bde.). Běijīng: 东方出版社, 2004; ISBN 7-5060-1707-5.
- Siebzig Jahre Rebell: Erinnerungen eines chinesischen Oppositionellen. Deutsche Übersetzung von Rudolf Segall. ISP-Verlag, 1991, ISBN 3-88332-182-6.
- An oppositionist for life: memoirs of the Chinese revolutionary Zheng Chaolin. Englische Übersetzung von Gregor Benton. Humanities Press International, 1997, ISBN 978-0391039667.
- Gregor Benton, John Sexton (Hg.): Zheng Chaolin, Selected Writings, 1942–1998.  (Historical Materialism Bd. 275). Leiden/Boston: Brill, 2023; ISBN 978-90-04-52688-4.